# Long Island Iced Tea
Long Island Iced Tea este un cocktail preparat din, printre altele, votcă, gin, tequila și rom. O variațiune populară este amestecul în părți egale dintre votcă, gin, rom, tequila și triplu sec cu 1 1/2 părți de suc acru cu puțină cola. În unele variante apropiate se înlocuiește sucul acru cu suc dulce-acrișor sau suc de lămâie, iar cola cu ceai rece. Unele restaurante înlocuiesc tequila cu brandy.
Unii afirmă că băutura, precum majoritatea cocktailurilor, a fost inventată în timpul Prohibiției, pentru a masca aspectul băuturii alcoolice. O felie de lămâie este deseori adăugată pentru a crește asemănarea. Pentru unii, băutura are si gust asemănător cu ceaiul. De aceea este utilizat des în ficțiune pentru îmbătarea persoanelor nefaliste.
Totuși, dovezile arată că Long Island Iced Tea a fost servit prima dată la sfârșitul anilor 1970 de către Robert (Rosebud) Butt, un barman de la Oak Beach Inn, din Babylon, Long Island, New York.
Această băutură are o concentrație de alcool mai mare (~28%) decât alte cocktailuri.

## Variațiuni
Popularitatea din ce în ce mai mare a Long Island a dus la apariția propriei familii de cocktailuri. Următoarele băuturi sunt populare și își datorează existența datorită cocktailului original:
Long Beach Iced Tea: Un Long Island cu suc de merișoare în loc de Coca-Cola. Nunit după orașul Long Beach Island, New Jersey .
Tokyo Tea: Pentru această băutură se folosesc aceleași ingrediente alcoolice originale, iar în loc de Coca-Cola se utilizează lichior Midori. Mai este numit și "Three Mile Island."
California Iced Tea: Se folosește Amaretto în loc de tequila și triplu sec, cu un topping de suc de merișoare și ananas în părți egale.
Hawaiian Iced Tea: Se înlocuiește tequila și triplu sec cu Chambord și se folosește Sprite în loc de Coca-Cola.
Miami Iced Tea: Această băutură conține Midori și schnapps de piersici în loc de triplu sec și tequila și suc de portocale în loc de Coca-Cola.

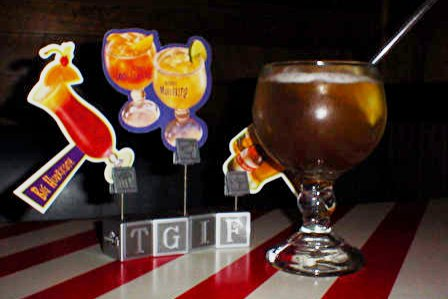
Long Island Iced Tea

Caribbean Iced Tea: Se utilizează rom negru jamaican în loc de tequila și votcă.
Texas Iced Tea: Se poate substitui ginul cu brandy sau se adaugă votcă, bourbon, whiskey și suc dulce-acrișor.
Georgia Iced Tea: Se folosește schnapps de piersici în loc de Coca-Cola.